# 186007 Guilleminet
186007 Guilleminet este o planetă minoră (asteroid) din centura de asteroizi. A fost descoperită pe 18 august 2001 la observatoire des Pises⁠(d) de observatoire des Pises⁠(d). 
Obiectul prezintă o orbită caracterizată de o semiaxă mare de 2,4490959639614 UAi, o excentricitate de 0,19, o înclinație de 0,5 ° în raport cu ecliptica.